# Optionnel
Au baseball, un optionnel ou choix défensif (en anglais Fielder's Choice) décrit une action de jeu durant laquelle un frappeur atteint le premier but après qu'un retrait ait été enregistré à un autre but par l'équipe en défense.

## Exemple
Un choix défensif se produit souvent lors d'une tentative de double jeu par l'équipe en défense. S'il y a un coureur au premier but et que la balle est frappée à l'avant-champ, l'équipe en défensive peut tenter de retirer le coureur qui se dirige vers le deuxième but. Mais si le relais vers le premier coussin n'arrive pas à temps pour retirer le joueur qui vient de frapper la balle et tente d'atteindre le premier but, ce joueur sera déclaré sauf sur choix défensif.
Un joueur d'attaque qui est sauf sur un choix défensif n'est pas crédité d'un coup sûr. Cependant, sa présence au bâton est, dans la plupart des ligues de haut calibre considérée comme une présence officielle (à l'inverse des situations où le joueur soutire un but-sur-balles ou est atteint par un lancer). Par conséquent, le fait d'être sauf sur choix défensif affectera négativement la moyenne au bâton du frappeur, car l'on considère qu'il aurait été retiré si le jeu s'effectuait au premier but.
Si un point marque lorsqu'un frappeur est sauf sur choix défensif, ce frappeur sera crédité d'un point produit.